# Eobasileus
Eobasileus is een geslacht van uitgestorven monotypische zoogdieren, behorend tot de Dinocerata-groep en leefde 48 tot 45 miljoen jaar geleden in wat nu Noord-Amerika is aan het einde van het Midden- en Boven-Eoceen. Het was nauw verwant aan Uintatherium en was samen met het een van de grootste op het land levende zoogdieren van zijn tijd. Over het algemeen werd Eobasileus gekenmerkt door een meer neushoornachtig lichaam, de meest opvallende kenmerken waren de drie paar hoorns op de schedel en een sabelachtige hoektand. Het hoofdvoedsel van de zoogdiervorm bestond uit zacht plantaardig voedsel.

## Beschrijving

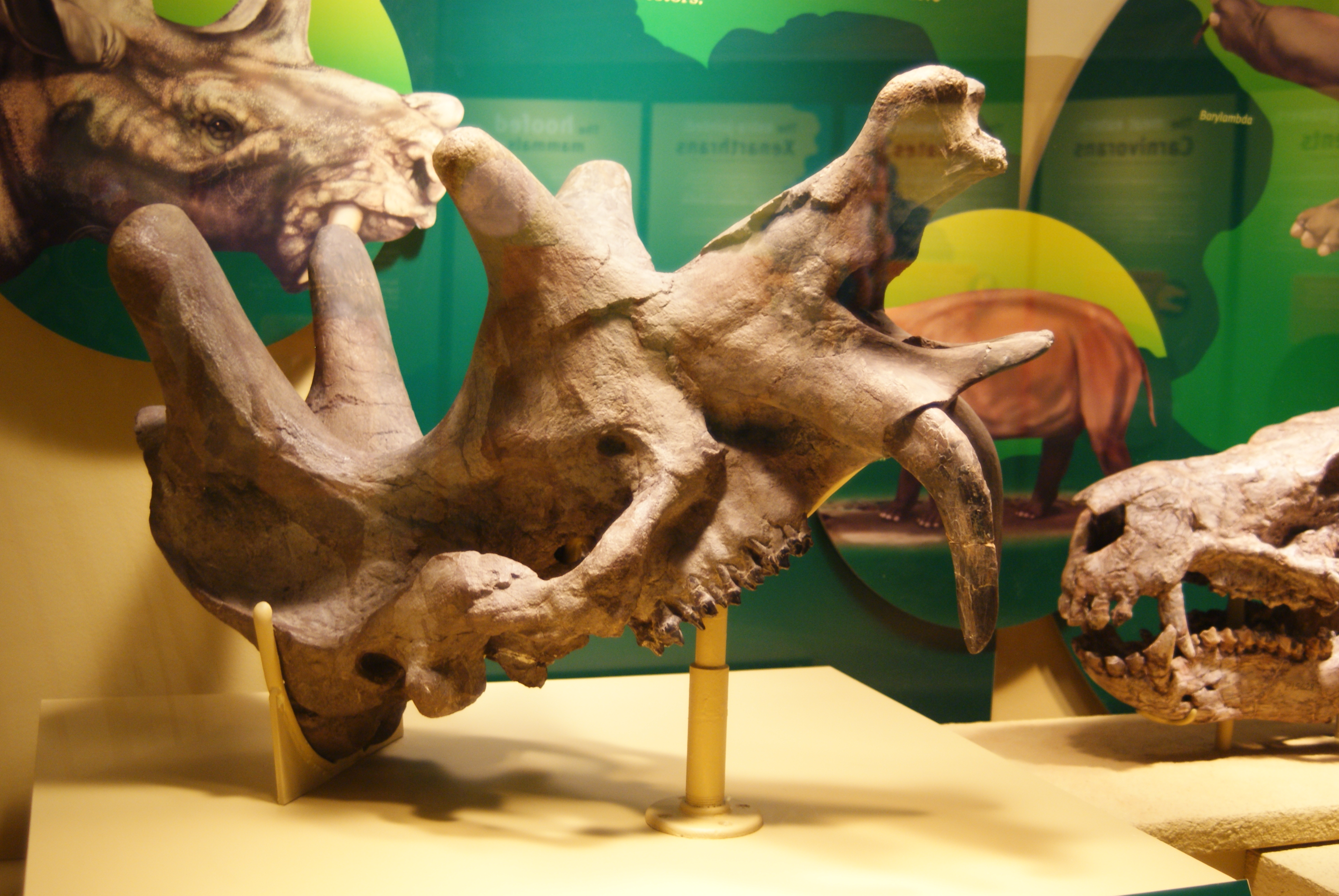
schedel van Eobasileus

Eobasileus is de grootste bekende vertegenwoordiger van de dinocerata, een nu uitgestorven groep herbivore zoogdieren met een lengte van 300 cm. Volgens berekeningen lag het lichaamsgewicht rond de 2.500 kg, waardoor de vorm iets zwaarder was dan de nauw verwante "Uintatherium". Zoals typisch was voor dinocerata, was Eobasileus een relatief zwaar gebouwde herbivoor met een grote kop, een sterk, cilindrisch lichaam en lange ledematen.
De schedel van Eobasileus was tussen 85 en 94 cm lang en was vrij plat en breed. De achterhoofdsknobbel vertoonde een duidelijk teruggetrokken extensie, het neusbeen was lang en lag boven het middenkaakbeen. De binnenkant van de neus tussen deze twee botten was niet erg uitgebreid en reikte tot aan de hoektand. Net als bij Uintatherium waren er drie paar benige hoorns op de schedel, maar de verhoudingen van de schedels van de twee geslachten verschilden. Het voorste paar hoorns bevond zich op de punt van het neusbeen, zoals bij Uintatherium en vertegenwoordigde slechts lichte benige zwellingen. Het middelste paar hoorns rees op de bovenkaak boven de premolaar en bereikte 18 tot 22 cm lengte. De positie van dit paar hoorns was aanzienlijk verder naar achteren gezet dan in het geval van Uintatherium, dat zich net achter de hoektand bevond. Vanwege de achterste positie van het tweede paar hoorns, bleek de snuit van Eobasileus ook aanzienlijk uitgebreider te zijn dan die van zijn verwant. Het achterste paar hoorns groeide uit het pariëtale bot en bevond zich heel dicht bij het occipitale bot. Over het algemeen zaten het middelste en achterste paar hoorns in Eobasileus relatief dicht bij elkaar, in tegenstelling tot Uintatherium met de achterste hoornparen ver uit elkaar.
De onderkaak was zeer robuust en tussen de 52 en 65 cm lang, het lichaam van de onderkaak was 9 tot 14 cm hoog. De symphysis bereikte een zeer grote omvang, soms tot 22 cm. Sommige onderkaken hadden benige uitgroeiingen aan de onderkant van de voorkant. Het gebit had de karakteristieke structuur van de ontwikkelde Dinocerata. Snijtanden werden alleen in de onderkaak gevormd, maar hier waren ze duidelijk klein van vorm en hadden ze twee karakteristieke kleine knobbels. De bovenste hoektand, die sterk langwerpig en duidelijk naar achteren gekromd en dus sabelachtig was, was opvallend, sterker dan bij Uintatherium. Het was tot 5,7 cm lang en 3 cm breed aan de basis, de totale lengte zonder kromming was 18,6 cm. Als gevolg hiervan stak het ver boven de onderkaak uit en werd beschermd door de eerder genoemde uitsteeksels van het onderkaakbot. De onderste hoektand was vrij klein en leek op de snijtanden. De achterste tanden, die van de voorste werden gescheiden door een diastema van soms meer dan 13 cm, bestonden uit drie premolaren en drie kiezen voor elke kaakboog. De tandformule van volwassen dieren luidde als volgt: 0.1.3.3.3.1.3.3. De kiezen hadden lage kronen en een vrij kleine vorm, ook de achterste tanden vertoonden nauwelijks verlengingen, de laatste kies was maximaal 5 cm lang. Kenmerkend was het ontwerp van het kauwoppervlak van twee dwarse tandglazuur richels, die werden gescheiden door een onderscheidend zadel. De maxillaire kiezen hadden ook een typisch V-vormige glazuurplooi. De verlenging van de rij tanden van de voorste premolaar naar de achterste molaar is opmerkelijk en bereikt een lengte van 19,2 cm en overtreft daarmee die van alle andere Dinocerata.
Het postcraniale skelet is grotendeels bekend, maar niet zo uitgebreid als bij de veel meer voorkomende Uintatherium. Zoals bij alle Uintatheria, bestond het heiligbeen uit vier wervels. Het opperarmbeen was tot 65 cm lang en was iets groter dan die van Uintatherium. Het dijbeen was ook iets langer dan dat van zijn familielid, 75 cm lang. Kenmerkend was dat het geen derde trochanter had. Zowel de voor- als de achterpoten eindigden in vijf stralen. De voor- en achterpoten waren vrij breed en kort, een kenmerk dat doet denken aan die van de slurfdieren.

## Paleobiologie
Over het algemeen heeft Eobasileus, net als zijn relatieve Uintatherium, een vrij gedrongen bouw, die enigszins deed denken aan die van de huidige neushoorns, maar niet zo robuust was als deze. Bovendien waren de ledematen van Eobasileus significant langer in vergelijking met neushoorns. Hun structuur was grotendeels gelijk aan die van de huidige slurfdieren. De gang van de dieren was vermoedelijk plantigrade vanwege de eenvoudige voor- en achterpoten. De langwerpige posterieure schedel maakt de reconstructie van massieve nekspieren mogelijk, zodat het hoofd schuin naar beneden wordt gehouden en het achterste deel van het achterhoofdsbeen in een verticale positie. Het gebit van Lophodonte identificeert Eobasileus als een herbivoor die gespecialiseerd is in zacht plantaardig voedsel (bladeren). Aangezien de snijtanden in de onderkaak erg klein waren en die in de bovenkaak volledig afwezig waren, speelde de tong waarschijnlijk een doorslaggevende rol bij het voeden, mogelijk in combinatie met de hoektanden. De lange botten verdikt door pachyostose moeten worden benadrukt. Dit kan worden waargenomen bij sommige gewervelde landdieren, die zich secundair hebben aangepast aan het leven in een waterige omgeving, waarbij de verdikte botten het drijfvermogen in het water compenseren. Het is nog niet duidelijk of Eobasileus semi-aquatisch leefde.
Een slecht bewaard gebleven schedel van een volwassen dier had slechts een lichte zwelling van de botten in plaats van sterk ontwikkelde hoorns, wat kan duiden op een seksuele dimorfie tussen mannelijke en vrouwelijke dieren. Een andere aanwijzing voor afwijkende anatomische kenmerken tussen de geslachten is een fijnere onderkaak met een minder ontwikkelde symphysis. Dergelijke genderspecifieke manifestaties zijn ook bewezen in Uintatherium, maar hier worden ze duidelijker uitgewerkt door het meer uitgebreide fossiele materiaal. De functie van de hoorns en die van de extra grote hoektand is onduidelijk, ze zijn mogelijk gebruikt in de dominantie- en paringsstrijd. Zoogdieren van tegenwoordig hebben niet zo'n combinatie van kop- en gebitwapens.
De tamelijk zeldzame Ichnofossielen omvatten vondsten van Slide Mountain in het noordelijke deel van de Amerikaanse staat Washington, waar ontsluitingen van de Chuckanut Formation uit het Midden- en Boven-Eoceen vond meer dan 200 pootafdrukken van grote zoogdieren. Deze waren afgerond, 12 tot 18 cm in diameter en ongeveer 4 tot 6 cm diep, verzonken in zandsteen en siltsteen, wat duidt op een voorheen met water verzadigde ondergrond. In het ene geval kon het spoor van een enkel individu over meerdere meters worden gevolgd. Globaal genomen tonen de sporen de aanwezigheid van meerdere dieren, mogelijk in de vorm van een kudde dieren. De vorm en grootte van de sporen duiden op grote zoogdieren met plantigrade voortbeweging (zoollopers). Een toewijzing aan Eobasileus is heel goed mogelijk, maar in die tijd leefde ook Coryphodon, een groot dier behorend tot de Pantodonta en in die tijd heel gewoon bij deels semi-waterdieren en ook plantigradere manier van voortbewegen. Een leeftijdsbepaling uit een onderliggende laag bepaald door middel van Fission Track Dating resulteerde in een waarde van 49,9 miljoen jaar en vertegenwoordigt de laagste leeftijdsgrens.

## Systematiek
Eobasileus vertegenwoordigt een geslacht uit de  familie van de Uintatheriidae en wordt binnen deze onderfamilie Uintatheriinae genoemd. Deze onderfamilie wordt gekenmerkt door vertegenwoordigers met een grote lichaamsbouw en drie paar benige hoornformaties. Ze zal verder aan Uintatherium worden toegewezen. Na een herziening door William D. Turnbull, is de oorspronkelijk beschreven Tetheopsis in ieder geval gedeeltelijk identiek aan Eobasileus. De Uintatheriinae worden vergeleken met de Gobiatheriinae, die worden gekenmerkt door de vermindering van de bovenste hoektanden en een versteend neustussenschot in het voorste deel. De positie van de Gobiatheriinae als onderfamilie in de gedeeltelijke herziening van 2002 werd voorlopig bevestigd, maar sommige andere onderzoekers leiden dit ook als een onafhankelijke familie binnen de Dinocerata, vanwege deels verschillende tandkenmerken.
De Uintatheriidae behoren tot de orde van de Dinocerata. Deze groep zoogdieren is grotendeels bekend uit Noord-Amerika en Oost-Azië en was een van de eerste gigantische vormen die opdook nadat de dinosauriërs waren uitgestorven. Alle Dinocerata, met uitzondering van de meest originele vertegenwoordigers, hebben de afwezigheid van de voorste premolaren en de bovenste snijtanden. De hechte familierelaties veroorzaken enkele problemen. Vanwege gemeenschappelijke tandkenmerken en de extreem kleine kiezen in verhouding tot de lichaamsgrootte bij de Uintatheria, werd begin jaren 1980 een nauwere relatie met de Anagalidae verondersteld, een groep kleine zoogdieren die oud is en verwant aan de huidige knaagdieren uit Oost-Azië. Dit bleek echter niet te kloppen na skeletanatomische studies. Vandaag erkend is een toewijzing van de Dinocerata als een zeer originele tak van de heterogene groep hoefdieren. Mogelijk zijn de naaste verwanten de Meridiungulata, ooit wijdverspreid in Zuid-Amerika, waarvan de Pyrotheria of de Xenungulata in nauw verwantschap kon staan. De naaste verwanten die vandaag de dag leven, kunnen waarschijnlijk worden beschouwd als de onevenhoevigen. Gemeenschappelijke kenmerken tussen de Dinocerata en de onevenhoevigen zijn te vinden in de vorming van de hoeven, de mesaxonische voetpositie (zwaartepunt van de as van de voet loopt door de middelste (derde) straal) en bij afwezigheid van een diepe groef op de klauw voor articulatie met het scheenbeen, wat bijvoorbeeld vaak voorkomt bij de Afrotheria.
Het geslacht Eobasileus is monotypisch en omvat de soort Eobasileus cornutus. Geslacht en soort werden wetenschappelijk voor het eerst beschreven door Edward Drinker Cope in 1872. De geschiedenis van de ontdekking van Eobasileus valt tijdens de Cope-Marsh vete van de jaren 1870 en 1880. Oorspronkelijk kregen een aantal fossielen die Cope halverwege augustus 1872 in Wyoming ontdekte, waaronder minstens vijf individuen, de naam Loxolophodon. Hij stuurde op 17 augustus 1872 een telegrafisch bericht van zijn ontdekkingen naar de Natural History Academy of Philadelphia. Vanwege een spelfout van de expediteur werden deze nieuwe vondsten op 19 augustus 1872 gepubliceerd als 'Lefalophodon' in het Paleontologisch Bulletin. Een dag later, op 20 augustus 1872, verwees Cope enkele van de vondsten van Loxolophodon (Lefalophodon) naar het nieuwe geslacht Eobasileus, de reden hiervoor was veel vergeleken met Loxolophodons korte halswervels. Op 22 augustus 1872 veranderde Cope het echter weer in Loxolophodon, wat tegelijkertijd de onjuiste spelling corrigeerde. In het algemeen wordt 'Loxolophodon' nu beschouwd als synoniem voor 'Uintatherium', dat Joseph Leidy ook in 1872 had beschreven. Het geslacht Eobasileus werd enige tijd niet erkend als een onafhankelijke soort, de naam die aan het begin van de 20e eeuw werd gebruikt. Oorspronkelijk werkte Cope nog twee soorten uit met Eobasileus pressicornis en Eobasileus discornatus. Een uitgebreide herziening van de Uintatheria gepubliceerd in 1961 resulteerde in slechts één geldige soort met Eobasileus cornutus. De geslachtsnaam Eobasileus is afgeleid van de Griekse woorden ηώς (ēōs Dawn) en βασιλειος (basileios King). De soortnaam cornutus is van Latijnse oorsprong en komt van cornus (hoorn), dus over het algemeen betekent de naam 'gehoornde koning van de dageraad'. Het holotype (kopie nummer AMNH 5040) omvat een bijna volledige schedel, verschillende wervels, een schouderblad, het bekken en een rechterdijbeen.

## Fossiele vondsten
Vondsten van Eobasileus komen uit Noord-Amerika, hier voornamelijk uit het noordwestelijke deel van de Verenigde Staten, vooral de staten Wyoming, Utah en Colorado. Over het algemeen zijn er echter beduidend minder vondsten dan in vergelijking met Uintatherium. De meeste fossielen werden ontdekt in de late 19e en vroege 20e eeuw. Ze moeten worden toegewezen aan het Boven-Eoceen en zijn dus iets jonger dan die van Uintatherium. De eerste vondst is bijzonder opmerkelijk, die ook de holotype van het geslacht vertegenwoordigt en, naast postcraniale skeletelementen, een bijna volledige schedel omvat, die met een lengte van bijna 95 cm de grootste van het geslacht tot nu toe is. Het werd in augustus 1872 gevonden door Edward Drinker Cope en Sam Smith in het Washakie Basin in het zuidwesten van Wyoming, meer bepaald op Haystack Mountain. Hier vandaan komen resten van schedel en ledematen, die in 1876 werden ontdekt tijdens het werk onder leiding van Othniel Charles Marsh en die Marsh in 1885 beschreef als Tinoceras latum, een hedendaags synoniem voor Eobasileus. Uit ontsluitingen van de Uinta Formation aan de oevers van de White River (Utah) in Uintah County in Utah komt nog een 85 cm lange schedel, die in 1910 werd toegevoegd. In hetzelfde jaar werd een andere schedel ontdekt in hetzelfde graafschap in het Coyote-bekken, maar die was nogal slecht bewaard gebleven, maar vanwege speciale afwijkingen kan hij worden toegewezen aan een vrouwelijk dier. Uiteindelijk is een grote, meer dan 90 cm lange schedel uit het Wash Sand Basin in Moffat County in Colorado beschreven. Er zijn maar weinig vondsten gerapporteerd uit latere tijden, dus één onderkaak, die in 1942 op Haystack Mountain werd gevonden en vanwege de zwakke symphysis waarschijnlijk van een vrouwelijk persoon was. Dit omvat ook enkele geïsoleerde tanden van dezelfde locatie uit 1954.